# Tweede Kamerverkiezingen in het kiesdistrict Beverwijk

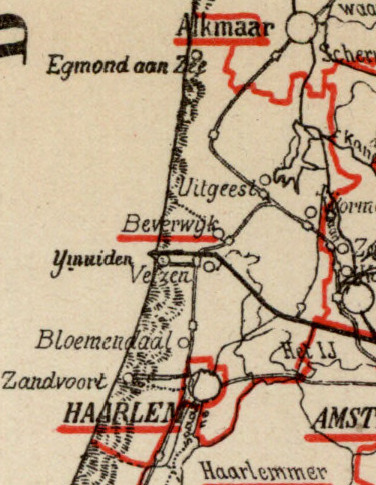
Kiesdistrict Beverwijk (1888)

Tweede Kamerverkiezingen in het kiesdistrict Beverwijk (1888-1918) geeft een overzicht van verkiezingen voor de Nederlandse Tweede Kamer in het kiesdistrict Beverwijk in de periode 1888-1918.
Het kiesdistrict Beverwijk werd ingesteld na de grondwetsherziening van 1887. Tot het kiesdistrict behoorden de volgende gemeenten: Akersloot, Assendelft, Beverwijk, Bloemendaal, Castricum, Egmond aan Zee, Egmond-Binnen, Haarlemmerliede en Spaarnwoude, Heemskerk, Krommenie, Limmen, Schoten, Spaarndam, Uitgeest, Velsen, Westzaan, Wijk aan Zee en Duin en Zandvoort.
Het kiesdistrict Beverwijk vaardigde in dit tijdvak per zittingsperiode één lid af naar de Tweede Kamer.
Legenda
- cursief: in de eerste verkiezingsronde geëindigd op de eerste of tweede plaats, en geplaatst voor de tweede ronde;
- vet: gekozen als lid van de Tweede Kamer.

## 6 maart 1888
De verkiezingen werden gehouden na vervroegde ontbinding van de Tweede Kamer.
|                              | 6 maart | 20 maart |
| ---------------------------- | ------- | -------- |
| Kiesgerechtigden             | 3.500   | 3.500    |
| Opkomst                      | 3.156   | 3.355    |
| Geldige stemmen              | 3.138   | 3.337    |
| Blanco stemmen               | 10      | 12       |
| Kandidaten                   |         |          |
| J.W.G. Boreel van Hogelanden | 1.454   | 1.745    |
| J.A.N. Travaglino            | 1.456   | 1.592    |
| W. Hovy                      | 168     |          |

## 9 juni 1891
De verkiezingen werden gehouden na ontbinding van de Tweede Kamer.
|                              | 9 juni | 23 juni |
| ---------------------------- | ------ | ------- |
| Kiesgerechtigden             | 3.640  | 3.640   |
| Opkomst                      | 2.997  | 3.275   |
| Geldige stemmen              | 2.984  | 3.257   |
| Blanco stemmen               | 3      | 10      |
| Kandidaten                   |        |         |
| J.W.G. Boreel van Hogelanden | 778    | 1.733   |
| W. Bos                       | 753    | 1.524   |
| K. de Boer                   | 688    |         |
| J.J.H. Kervel                | 618    |         |
| H. Waller                    | 78     |         |
| P.N. Engelberts              | 62     |         |

## 20 juni 1893
Jacob Boreel van Hogelanden, gekozen bij de verkiezingen van 9 en 23 juni 1891, trad op 1 juni 1893 af vanwege zijn benoeming als burgemeester van Haarlem. Om in de ontstane vacature te voorzien werd een tussentijdse verkiezing gehouden.
|                        | 20 juni | 4 juli |
| ---------------------- | ------- | ------ |
| Kiesgerechtigden       | 3.718   | 3.718  |
| Opkomst                | 2.622   | 2.675  |
| Geldige stemmen        | 2.594   | 2.635  |
| Blanco stemmen         | 16      | 35     |
| Kandidaten             |         |        |
| T.L.M.H. Borret        | 691     | 1.359  |
| J. van Loenen Martinet | 698     | 1.277  |
| C. Hartsen             | 622     |        |
| K. de Boer             | 335     |        |
| H. Waller              | 229     |        |

## 10 april 1894
De verkiezingen werden gehouden na vervroegde ontbinding van de Tweede Kamer.
|                                     | 10 april | 24 april |
| ----------------------------------- | -------- | -------- |
| Kiesgerechtigden                    | 3.718    | 3.718    |
| Opkomst                             | 2.638    | 3.066    |
| Geldige stemmen                     | 2.609    | 3.018    |
| Blanco stemmen                      | 22       | 34       |
| Kandidaten                          |          |          |
| T.L.M.H. Borret                     | 1.261    | 1.510    |
| J. van Loenen Martinet              | 1.043    | 1.507    |
| F.W.C.H. van Tuyll van Serooskerken | 270      |          |

## 15 juni 1897
De verkiezingen werden gehouden na ontbinding van de Tweede Kamer.
|                           | 15 juni | 25 juni |
| ------------------------- | ------- | ------- |
| Kiesgerechtigden          | 6.719   | 6.719   |
| Opkomst                   | 6.052   | 6.415   |
| Geldige stemmen           | 5.985   | 6.383   |
| Blanco stemmen            | 67      | 32      |
| Kandidaten                |         |         |
| J.P.R. Tak van Poortvliet | 2.537   | 3.246   |
| T.L.M.H. Borret           | 2.905   | 3.137   |
| P. Vermeulen              | 344     |         |
| W. Bax                    | 199     |         |

## 22 februari 1901
Johannes Tak van Poortvliet, gekozen bij de verkiezingen van 15 en 25 juni 1897, trad op 24 januari 1901 af vanwege zijn verkiezing tot lid van de Eerste Kamer. Om in de ontstane vacature te voorzien werd een tussentijdse verkiezing gehouden.
|                  | 22 februari |
| ---------------- | ----------- |
| Kiesgerechtigden | 7.104       |
| Opkomst          | 5.872       |
| Geldige stemmen  | 5.790       |
| Blanco stemmen   | 82          |
| Kandidaten       |             |
| W.C.J. Passtoors | 2.977       |
| J.T. Cremer      | 2.549       |
| D. de Clercq     | 264         |

## 14 juni 1901
De verkiezingen werden gehouden na ontbinding van de Tweede Kamer.
|                        | 14 juni |
| ---------------------- | ------- |
| Kiesgerechtigden       | 8.381   |
| Opkomst                | 7.755   |
| Geldige stemmen        | 7.699   |
| Blanco stemmen         | 56      |
| Kandidaten             |         |
| W.C.J. Passtoors       | 3.885   |
| J. van Loenen Martinet | 3.814   |

## 16 juni 1905
De verkiezingen werden gehouden na ontbinding van de Tweede Kamer.
|                     | 16 juni |
| ------------------- | ------- |
| Kiesgerechtigden    | 11.021  |
| Opkomst             | 10.196  |
| Geldige stemmen     | 10.062  |
| Blanco stemmen      | 134     |
| Kandidaten          |         |
| W.C.J. Passtoors    | 5.374   |
| J. Limburg          | 3.889   |
| J. Gerritz          | 490     |
| O. Kamerlingh Onnes | 191     |
| A.P. Staalman       | 118     |

## 11 juni 1909
De verkiezingen werden gehouden na ontbinding van de Tweede Kamer.
|                    | 11 juni |
| ------------------ | ------- |
| Kiesgerechtigden   | 13.306  |
| Opkomst            | 11.366  |
| Geldige stemmen    | 11.215  |
| Blanco stemmen     | 151     |
| Kandidaten         |         |
| W.C.J. Passtoors   | 6.228   |
| A. Schucking Kool  | 2.744   |
| J.H.W.Q. ter Spill | 1.443   |
| J.van Leeuwen      | 800     |

## 17 juni 1913
De verkiezingen werden gehouden na ontbinding van de Tweede Kamer.
|                         | 17 juni | 25 juni |
| ----------------------- | ------- | ------- |
| Kiesgerechtigden        | 15.864  | 15.864  |
| Opkomst                 | 14.899  | 14.914  |
| Geldige stemmen         | 14.793  | 14.858  |
| Blanco stemmen          | 106     | 56      |
| Kandidaten              |         |         |
| L.N. Roodenburg         | 5.886   | 7.885   |
| W.C.J. Passtoors        | 6.875   | 6.973   |
| A. Nagtzaam             | 1.812   |         |
| A. van der Flier G.Jzn. | 218     |         |

## 15 juni 1917
De verkiezingen werden gehouden na ontbinding van de Tweede Kamer.
|                  | 15 juni |
| ---------------- | ------- |
| Kiesgerechtigden | 18.099  |
| Opkomst          | 6.148   |
| Geldige stemmen  | 5.998   |
| Blanco stemmen   | 150     |
| Kandidaten       |         |
| L.N. Roodenburg  | 5.145   |
| L.L.H. de Visser | 853     |

## Opheffing
De verkiezing van 1917 was de laatste verkiezing voor het kiesdistrict Beverwijk. In 1918 werd voor verkiezingen voor de Tweede Kamer overgegaan op een systeem van evenredige vertegenwoordiging met kandidatenlijsten van politieke partijen.